# Нова Весь (гміна Нагловіце)
Нова Весь (пол. Nowa Wieś) — село в Польщі, у гміні Нагловиці Єнджейовського повіту Свентокшиського воєводства.
Населення — 221 особа (2011).

## Демографія
Демографічна структура на день 31 березня 2011 року:
|          | Загалом | Допрацездатний вік | Працездатний вік | Постпрацездатний вік |
| -------- | ------- | ------------------ | ---------------- | -------------------- |
| Чоловіки | 106     | 11                 | 76               | 19                   |
| Жінки    | 115     | 11                 | 56               | 48                   |
| Разом    | 221     | 22                 | 132              | 67                   |